# Mattias Svärd
Mattias Svärd, född 1982, är en svensk motocrossförare som kör MX3 i Landskrona Motorklubb. Han var med i VM 2007 som bland annat kördes på Svampabanan i Tomelilla. Till yrket är han snickare.